# 萊賓湖

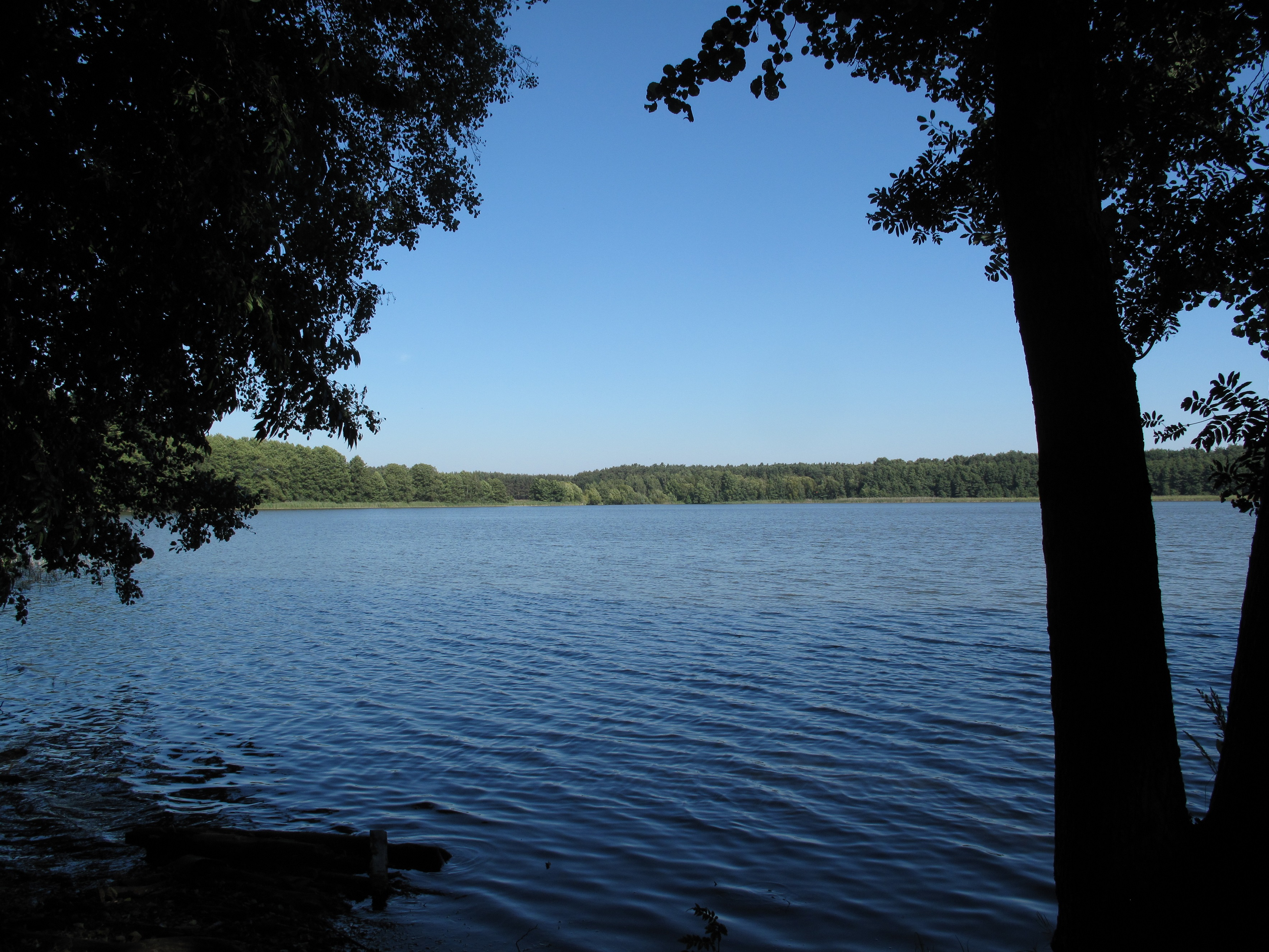

52°16′48″N 13°56′22″E / 52.28000°N 13.93944°E
萊賓湖（德語：Lebbiner See），是德國的湖泊，位於該國西南部，由勃蘭登堡州負責管轄，處於奧得-施普雷縣，長0.8公里、寬0.6公里，面積0.28平方公里，海拔高度37米，平均水深2.1米，最大水深4米，水體容量58萬立方米。